# 조 키드
조 키드(Joe Kidd)는 미국에서 제작된 존 스터지스 감독의 1972년 서부 영화이다. 클린트 이스트우드 등이 주연으로 출연하였고 시드니 베커먼 등이 제작에 참여하였다.

## 출연

### 주연
- 클린트 이스트우드
- 로버트 듀발
- 존 색슨
- 돈 스트로우드

### 조연
- 스텔라 가르시아
- 제임스 웨인라이트
- 폴 코슬로
- 그레고리 월콧
- 딕 밴 패튼
- 린 마타
- 존 카터
- 페페 헌
- 조아퀸 마르티네즈
- 론 소블
- 페페 캘러핸
- 클린트 리치
- 에드 디머
- 척 헤이워드

## 제작진
- 미술: 헨리 범스테드
- 미술: 알렉산더 골릿즌